# Ragıp Reha Özcan

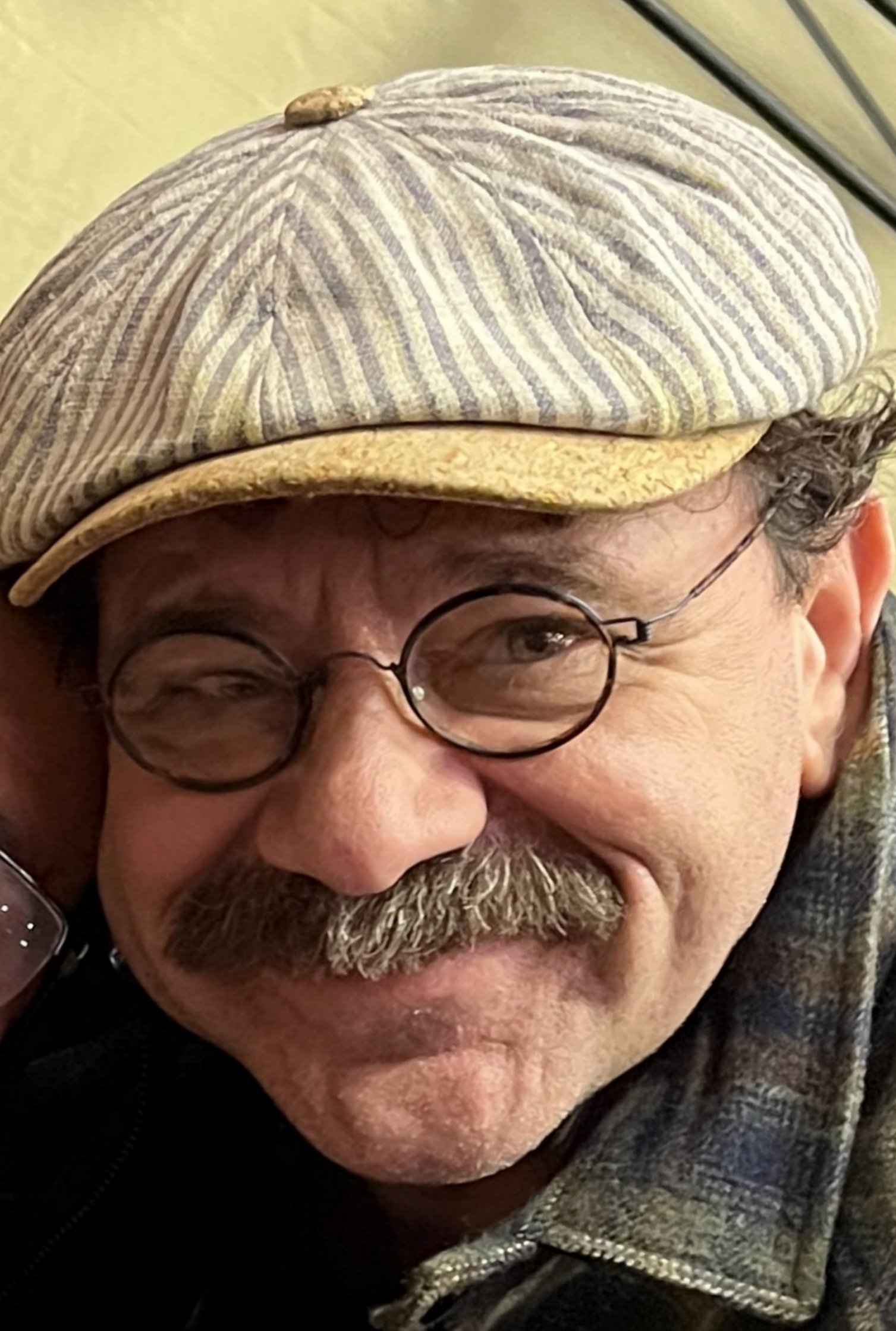
Ragıp Reha Özcan, 2022

Ragıp Reha Özcan (* 5. Juli 1965 in Bingöl) ist ein türkischer Schauspieler. Popularität erlangte er durch seine Rolle als Fikri Elibol in der türkischen Fernsehserie Bizim Hikaye.

## Leben und Karriere
Ragıp Reha Özcan kam in Bingöl auf die Welt und wuchs dort auf. Er besuchte das Kartal Anadolu Lisesi und später die Mimar Sinan Güzel Sanatlar Üniversitesi.
Seine professionelle Karriere als Theaterspieler begann 1987 beim Trabzon Devlet Tiyatrosu. 1990 wechselt Ragıp zum Istanbul Devlet Tiyatrosu. Zwei Jahre später zog Reha nach Antalya um und setzte dort seine Karriere als Theaterspieler fort. Daneben arbeitete er in Antalya als Regisseur. 2010 zog Özcan wieder nach Istanbul und arbeitete wieder beim Istanbul Devlet Tiyatrosu. 2016 beendete Reha Özcan seine 29-jährige Karriere als Theaterspieler. Neben der Theaterspielerei ist er auch im Fernsehen zu sehen. Ragıp ist verheiratet und hat zwei Kinder.

## Filmografie

### Fernsehserien
- 2007: Dağlar Delisi
- 2008: Bahtı Kara
- 2009: IV. Osman
- 2011: Üskusar'a Giderken
- 2011: Yangin Var Murat Saraçoğlu
- 2011: Kurtlar Vadisi Pusu
- 2012: Tepenin Ardı
- 2012: Suskunlar
- 2013: Olü ya da diri
- 2013: Fatih
- 2014: Muhteşem Yüzyil
- 2014: Buna Değer
- 2014: Unutursam Fisilda
- 2014: Karadayi
- 2015: Öyle da ya böyle
- 2015: Maral
- 2016: Gecenin Kraliçesi
- 2016: Sen Benim herşeyimsin
- 2017: Adı Efsane
- 2017–2019: Bizim Hikaye
- 2019–2021: Mucize Doktor
- 2022: Üc Kiz Kardeş

### Filme
- 2008: Bahtı Kara
- 2011: Buhar
- 2011: Yangın Var
- 2012: Tepenin Ardı
- 2013: Kor
- 2013: Ölu ya da diri
- 2014: Buna Değer
- 2014: Unutursam Fisilda
- 2014: Çare-Sizlik
- 2015: Öyle da ya böyle
- 2016: Sen Benim Herşeyimsin
- 2016: Istanbul Kirmizisi
- 2017: Yaşamak Güzelşey
- 2017: Poyraz Karayel
- 2018: Sekiz
- 2018: Aydede
- 2019: Uzun Saman Önce